# Редеч-Великий-Парцеле
Редеч-Великий-Парцеле (пол. Redecz Wielki-Parcele) — село в Польщі, у гміні Любранець Влоцлавського повіту Куявсько-Поморського воєводства.
Населення — 187 осіб (2011).
У 1975-1998 роках село належало до Влоцлавського воєводства.

## Демографія
Демографічна структура станом на 31 березня 2011 року:
|          | Загалом | Допрацездатний вік | Працездатний вік | Постпрацездатний вік |
| -------- | ------- | ------------------ | ---------------- | -------------------- |
| Чоловіки | 88      | 15                 | 63               | 10                   |
| Жінки    | 99      | 20                 | 48               | 31                   |
| Разом    | 187     | 35                 | 111              | 41                   |